# Токтамиський сільський округ
Тотами́ський сільський округ (каз. Тоқтамыс ауылдық округі, рос. Токтамысский сельский округ) — адміністративна одиниця у складі Абайського району Абайської області Казахстану. Адміністративний центр та єдиний населений пункт — село Токтамис.
Населення — 676 осіб (2021; 777 у 2009, 1161 у 1999, 1624 у 1989).
Станом на 1989 рік існувала Саргалдацька сільська рада (села Айнабулак, Бестамак, Какім, Соц. Казахстан). 1990 року був утворений Абралинський район, до якого увійшла більша територія Саргалдацької сільської ради, у Абайському районі залишились село Бестамак, центр сільради, та село Какім. До 1997 року сільський округ називався Саргалдацьким. Села Аміргалі, Атей, Какім, Сункарлан були ліквідовані 1998 року.

## Склад
До складу округу входять такі населені пункти:
| Населений пункт | Старі назви     | Населення, осіб (1989) | Населення, осіб (1999) | Населення, осіб (2009) | Населення, осіб (2021) |
| --------------- | --------------- | ---------------------- | ---------------------- | ---------------------- | ---------------------- |
| Какім, село     | -               | 206                    | -                      | -                      | -                      |
| Токтамис, село  | Бестамак, Шаган | 1418                   | 1161                   | 777                    | 676                    |